# Gavilán Rayna Russom
Pour les articles homonymes, voir Russom.
Gavilán Rayna Russom (née le 1er mai 1974 à Providence, en Rhode Island), est une artiste américaine. Elle publie sa musique sous différents pseudonymes, dont Black Leotard Front, Black Meteoric Star et The Crystal Ark. Elle a également collaboré avec Delia Gonzalez. Elle vit à New York.
Russom recherche esthétiquement une unité entre l'humanité, la machine et l'art, qui se traduit chez elle par la conception et la construction de synthétiseurs analogiques personnalisés. Surnommée « The Wizard » (la magicienne) pour sa technicité, elle construit des instruments pour des personnes telles que James Murphy (LCD Soundsystem), Tim Goldsworthy (UNKLE, The Loving Hand) et Bjorn Copeland (Black Dice).

## Biographie

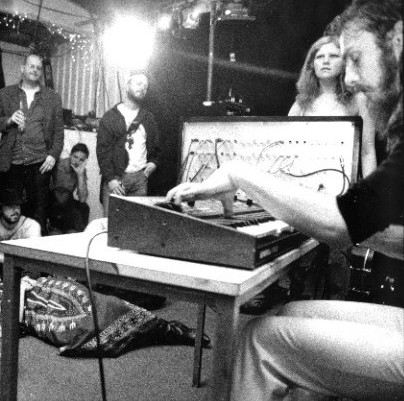
Russom (à droite) en 2005.

Russom est née à Providence, Rhode Island, en 1974. Intéressée par la musique dès son plus jeune âge, elle commence en jouant avec les Bourdons et les échos en utilisant des boucles magnétiques et des tables de mixage, dans des groupes de noise psychédélique avec Michael Kelley (Kelley Polar) et Brian Chippendale (Lightning Bolt, Mindflayer). Elle étudie la MAO, la théorie musicale, la composition et l'improvisation à l'université de Bard entre 1994 àet 1996. Une désaffection grandissante de la composition traditionnelle et son déménagement à New York en 1997 conduisent Russom à s'intéresser à des formes d'expression musicale plus expérimentales. En 1998 commence sa collaboration avec Delia Gonzalez ; elles publieront de nombreuses œuvres pour le label DFA.
Russom emménage à Berlin en 2004. Inspirée par la scène électronique florissante dans cette ville, ainsi que par les liens historiques de l'Allemagne avec la musique psychédélique, elle crée trois singles sous le nom de Black Meteoric Star, qui seront par la suite rassemblés et publiés en tant que LP éponyme en 2009. Depuis 2010, elle vit à nouveau à New York où elle crée des compositions dans différents genre, dont une collaboration avec Viva Ruiz sous le nom de The Crystal Ark. Russom fait également des tournées avec LCD Soundsystem, jouant synthétiseurs et percussions.
Russom fait son coming out en tant que personne transgenre sur Grindr dans une interview pour Nico Lang, publiée le 6 juillet 2017. Son premier set DJ en tant que femme a lieu au Femme's Room, une fête populaire mensuelle célébrant la culture queer et fem, le 13 juillet 2017.

## Discographie

### Albums studio
- 2005 : The Days of Mars (avec Delia Gonzalez) (DFA)
- 2009 : Black Meteoric Star (sous le nom de Black Meteoric Star) (DFA)
- 2016 : The Xecond Xoming of Black Meteoric Star (sous le nom de Black Meteoric Star) (Nation)

### Singles

#### Sous Gavin Russom
- 2011 : Night Sky (DFA)
- 2014 : The Purge / Enthroned (Entropy Trax)

#### Sous Black Meteoric Star
- 2009 : Death Tunnel/World Eater (DFA)
- 2009 : Dominatron/Anthem (DFA)
- 2009 : Dream Catcher/Dawn (DFA)

#### Avec Delia Gonzalez
- 2003 : El Monte (DFA)
- 2004 : Casual Friday (sous le nom de Black Leotard Front) (DFA)
- 2006 : Relevee (DFA) (contenant des remixes de Carl Craig et Baby Ford)
- 2010 : Track Five (DFA)

#### Avec The Crystal Ark
- The City Never Sleeps (DFA, 2010)
- The tangible Presence of the Miraculous (DFA, 2010)
- Touch (DFA, 2011)
- Tusk (Just Tell Me That You Want Me (en hommage à Fleetwood Mac), Hear Misuic · Publié le 14 août 2012)
- The Crystal Ark (DFA, 2012)